# Peter Posa
Peter Paul Posa, MNZM (Auckland, 8 de agosto de 1941-Hamilton, 3 de febrero de 2019) fue un guitarrista neozelandés famoso por su instrumental "The White Rabbit", que apareció en el top de las listas de éxitos de Nueva Zelanda y Australia en 1964. En 2012, "White Rabbit The Very Best of Peter Posa" llegó al top de las listas de álbumes de Nueva Zelanda, pasando 6 semanas en el puesto número uno.
En el Queen's Birthday Honors de 2008, Posa se convirtió en miembro de la Orden de Mérito de Nueva Zelanda por servicios de entretenimiento.